# World of Warcraft: The Burning Crusade
World of Warcraft: The Burning Crusade (også kendt som TBC) er den første udvidelsespakke til det onlinerollespillet World of Warcraft. Spillets titel refererer til The Burning Legion (også set i Warcraft III), som vender tilbage gennem The Dark Portal efter fire år. Spillet er den mest ventede udvidelsespakke til dato, og derfor arrangerede mange butikker verden over midnatsåbning.

## Tilføjelser
Da TBC er en udvidelsespakke, er der mange nye ting:
- 2 nye spilbare racer, Draenei og Blood Elf
- Mulighed for at komme til niveau 70.
- Kamp mod Illidan Stormrage i Black Temple
- En ny profession, Jewelcrafting
- Den nye planet, Outland
- En ny Battleground (Kamp Mod Andre Spillere), "Eye of the Storm"
- Masser af nye quests, ting, monstre og dungeons.
- Ny neutral by Shattrath